# Neotrygon picta
Neotrygon picta és una espècie de rajada de la família dels dasiàtids que viu a les aigües somes del nord-est d'Austràlia. Es tracta d'una rajada petita i de cos prim que assoleix una amplada màxima de 32 cm. Té el disc de l'aleta pectoral en forma de diamant, amb una sèrie d'espines diminutes al llarg de la línia mediana, així com una cua relativament curta en forma de fuet amb plecs d'aleta tant a la superfície superior com a la inferior. El dors presenta taques negres i reticulacions marronoses sobre un fons que va des del groc clar fins al marró.
N. picta prefereix els hàbitats de llit tou. És un depredador bentònic que s'alimenta principalment de crustacis (especialment de carideus) i cucs poliquets. És vivípara i dona a llum entre una i tres cries a cada part. Durant la gestació, els petits reben històtrof («llet uterina») de la seva mare. Tot i que sovint és capturada de manera accessòria pels vaixells que practiquen la pesca d'arrossegament, continua sent un animal comú. A més, es creu que una part significativa de la seva població viu en aigües en què no es pesca. Com a conseqüència, la Unió Internacional per a la Conservació de la Natura (UICN) l'ha classificat com a espècie en «risc mínim».